# Afrikakorps
Deutsches Afrikakorps (Německý africký sbor), často zkratkou DAK byl expediční sbor německého Wehrmachtu během druhé světové války. Afrikakorps operoval mezi lety 1941 a 1943 v severní Africe – v Tunisku, Alžírsku, Libyi a Egyptě.

## Vznik
Africké tažení začalo útokem italských jednotek z Libye na britskou armádu v Egyptě. Britové útok odrazili a podnikli protiútok do Libye.
Německo, aby zabránilo porážce Italů, provedlo operaci Sonnenblume (Slunečnice) spočívající ve vylodění jednotek – zprvu nazývaných Sperrverband Afrika a od 21. února 1941 Afrikakorps – v Libyi. Německé jednotky brzy převzaly hlavní roli v boji proti Britům: jelikož v té době byla pro Brity severní Afrika jediným bojištěm, na němž se mohli přímo utkat s Němci, přikládalo britské velení tomuto střetu velkou důležitost. Zatímco pro Brity nepředstavovalo (díky nadvládě na moři) zajištění přísunu potravin a munice nijak závažný problém, Afrikakorps se musel spoléhat na zásobování přes Středozemní moře. Tyto dodávky se často stávaly terčem útoků britského letectva a námořnictva. Přítomnost britských jednotek na Gibraltaru a na Maltě činila zásobování velmi nesnadným.

## Porážka
Afrikakorps zpočátku bojoval v podřízenosti italské armády v severní Africe, ale již 15. srpna 1941 byla zřízena jako vyšší velitelský stupeň Panzergruppe Afrika (Tanková skupina Afrika), která se 30. ledna 1942 změnila na Panzerarmee Afrika (Tanková armáda Afrika), jejichž velitelem se postupně stal první velitel Afrikakorpsu Erwin Rommel. Označení Afrikakorps je ovšem někdy používáno pro všechny německé pozemní jednotky v severní Africe jako celek, jelikož Afrikakorps byl do konce roku 1942 jejich největší součástí.
Nejdůležitější bitvy Afrikakorpsu se odehrály u Tobruku a El Alamejnu. Po urputných bojích byly síly Osy zahnány do Tuniska. Po vylodění Spojenců v Maroku a Alžírsku byl Afrikakorps sevřen dvěma frontami, takže se jeho pozice stala neudržitelnou. Jelikož jednotky nebyly včas staženy do Itálie, padlo 120 000 německých vojáků do zajetí. Afrikakorps kapituloval 13. května 1943.

## Velení
Prvním velitelem Afrikakorpsu byl generál, pozdější velitel Panzerarmee Afrika a polní maršál Erwin Rommel. Původní název, jež německé jednotky vyslané do severní Afriky nesly, byl Sperrverband Afrika, ale 16. února 1941 byly přejmenovány na Deutsches Afrikakorps.

## Velitelé
- generálporučík Erwin Rommel (do 15. srpna 1941)
- generálporučík Ferdinand Schaal (15. srpna 1941 až 1. září 1941)
- generál tankových vojsk Philipp Müller-Gebhard (1. – 15. září 1941)
- generál tankových vojsk Ludwig Crüwell (15. září 1941 až 9. března 1942)
- generál tankových vojsk Walther Nehring (9. – 19. března 1942)
- generál tankových vojsk Ludwig Crüwell (19. března – 29. května 1942)
- generál tankových vojsk Walther Nehring (29. května – 31. srpna 1942)
- generálporučík Fritz Bayerlein (31. srpna 1942)
- generál tankových vojsk Gustav von Värst (1. září 1942)
- generál tankových vojsk Wilhelm rytíř von Thoma (2. září 1942 – 13. listopadu 1942)
- generál tankových vojsk Gustav Fehn (13. listopadu 1942 – 28. února 1943)
- generál tankových vojsk Hans Cramer (28. února 1943 – 13. května 1943)

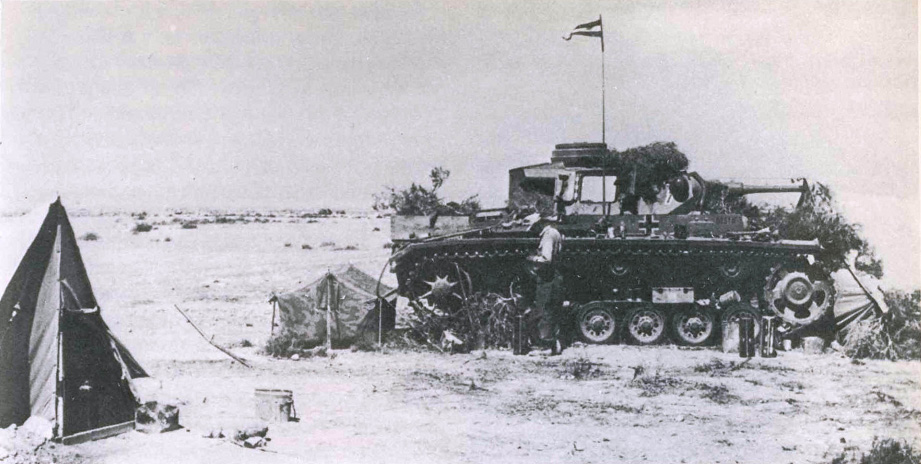
Zamaskovaný velitelský tank Panzer III, 45 km západně od Gazaly (Libye)
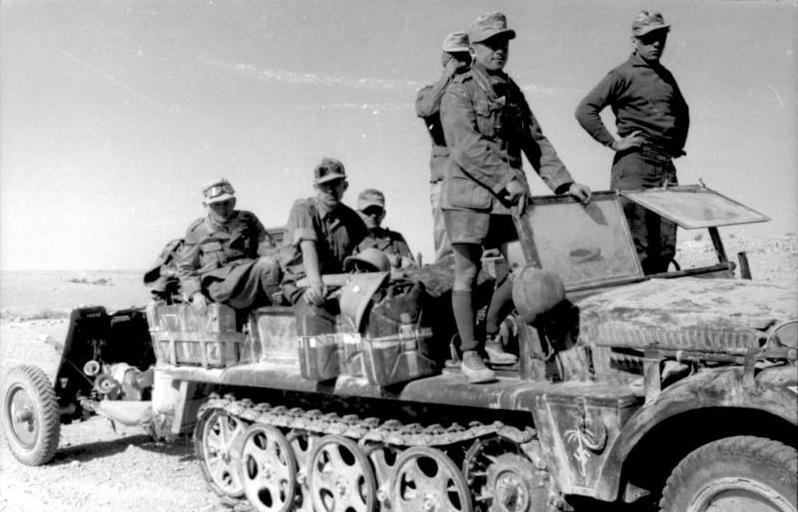
Sd.Kfz. 11 s protitankovým dělem Pak 36 Afrikakorpsu
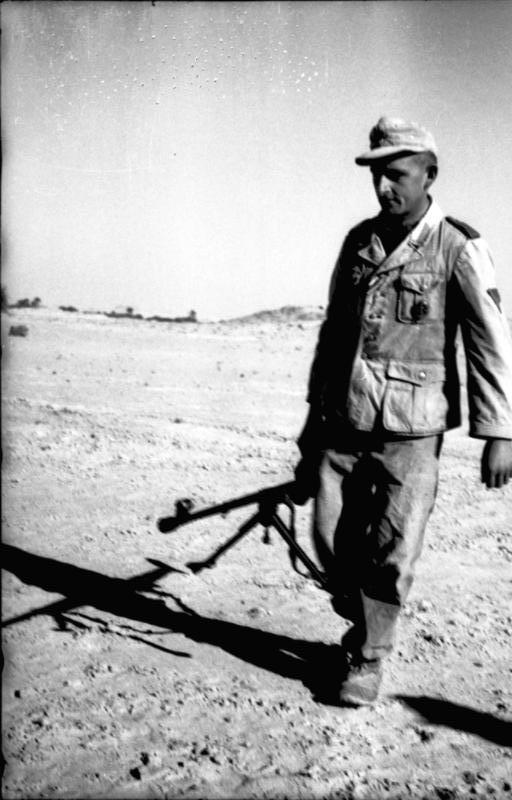
Německý voják v severní Africe
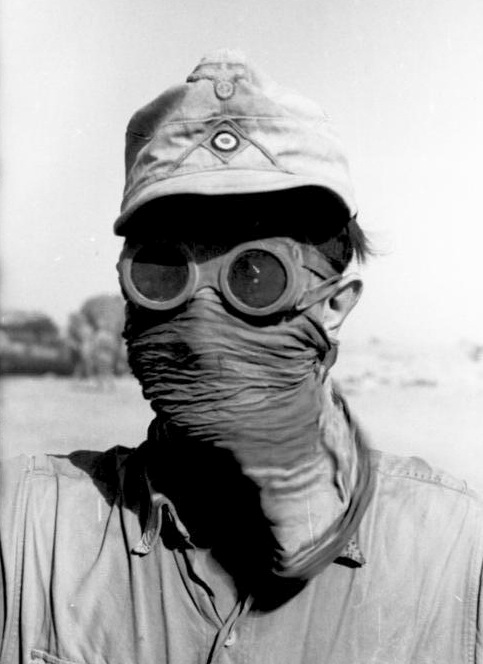
Německý voják s ochrannou maskou proti pouštním bouřím